# Oroscia squamuligera
Oroscia squamuligera är en kräftdjursart som beskrevs av Karl Wilhelm Verhoeff1926. Oroscia squamuligera ingår i släktet Oroscia och familjen Philosciidae. Inga underarter finns listade i Catalogue of Life.